# Vicolo dell'Atleta
Vicolo dell'Atleta (”Atletens gränd”) är en gränd i Trastevere i Rom. Gränden löper från Via dei Salumi till Via dei Genovesi. 

## Beskrivning
Den 21 april 1844 påträffades vid denna gränd en romersk marmorkopia av den grekiska bronsskulpturen Apoxyomenos (klassisk grekiska Ἀποξυόμενος ”Skraparen”, av ἀποξὐω ”skrapa”), som framställer en atlet som skrapar av sig svett och damm med hjälp av en strigils. Originalet, som utfördes av Lysippos på 300-talet f.Kr., installerades i Agrippas termer omkring år 20 f.Kr.
I en av de medeltida byggnaderna (nummer 14) vid gränden grundade den judiske lexikografen Nathan ben Jechiel (1035–1106) en synagoga. Byggnaden har en loggia med arkadbågar och kolonnetter, varav den mittersta har en inskription på hebreiska. Inskriptionen har tolkats som Nathan Chay. I byggnadens interiör finns resterna av en mikve. Den 28 augusti 1268 förstördes tjugoen torahrullar samt flera inventarier i en eldsvåda.

## Bilder
| - Den romerska marmorkopian av Apoxyomenos, som numera finns i Museo Pio-Clementino. - Medeltida byggnad som en gång hyste en synagoga. - Vicolo dell'Atleta (nummer 1113) på Giovanni Battista Nollis karta över Rom från år 1748. |